# Antonia Becherer
Antonia Becherer (* 7. Juni 1963 in Konstanz) ist eine ehemalige deutsche Eistänzerin. Mit ihrem Eistanzpartner und Zwillingsbruder Ferdinand Becherer wurde sie dreimal Deutsche Meisterin im Eistanz. Das Paar wurde 9. bei den Olympischen Winterspielen 1988. Sie starteten für Konstanzer ERC.

## Erfolge und Ergebnisse
(mit Ferdinand Becherer)
| Wettkampf/Jahr           | 1982 | 1983 | 1984 | 1985 | 1986 | 1987 | 1988 |
| ------------------------ | ---- | ---- | ---- | ---- | ---- | ---- | ---- |
| Olympische Winterspiele  | -    | -    | -    | -    | -    | -    | 9.   |
| Weltmeisterschaften      | -    | -    | 15.  | 16.  | 8.   | 7.   | 8.   |
| Europameisterschaften    | -    | 11.  | 12.  | 10.  | 5.   | 7.   | WDR  |
| Deutsche Meisterschaften | 4.   | 2.   | 2.   | 2.   | 1.   | 1.   | 1.   |

- WD = withdrawn (en., zurückgezogen)